# Cal-Nev-Ari
Cal-Nev-Ari és una concentració de població designada pel cens dels Estats Units a l'estat de Nevada. Segons el cens del 2000 tenia 278 habitants.

## Demografia
Segons el cens del 2000, Cal-Nev-Ari tenia 278 habitants, 154 habitatges, i 93 famílies La densitat de població era de 46,68 habitants per km².
Dels 154 habitatges en un 7,1% hi vivien nens de menys de 18 anys, en un 55,8% hi vivien parelles casades, en un 1,9% dones solteres, i en un 39,6% no eren unitats familiars. En el 33,8% dels habitatges hi vivien persones soles el 14,9% de les quals corresponia a persones de 65 anys o més que vivien soles. El nombre mitjà de persones vivint en cada habitatge era d'1,81 i el nombre mitjà de persones que vivien en cada família era de 2,20.
Per edats la població es repartia de la següent manera: un 7,6% tenia menys de 18 anys, un 1,2% entre 18 i 24, un 14,7% entre 25 i 44, un 42,0% de 45 a 64 i un 34,5% 65 anys o més.
L'edat mediana era de 59,3 anys. Per cada 100 dones hi havia 104,41 homes. Per cada 100 dones de 18 o més anys hi havia 110,66 homes.
La renda mediana per habitatge era de 42.563 $ i la renda mediana per família de 44.333 $. Els homes tenien una renda mediana de 24.632 $ mentre que les dones 19.531 $. La renda per capita de la població era de 20.870 $. Aproximadament el 0,0% de les famílies i el 0,0% de la població estaven per davall del llindar de pobresa.

## Poblacions més properes
El següent diagrama mostra les poblacions més properes.